# Maytenus tunarina
Maytenus tunarina är en benvedsväxtart som beskrevs av Ludwig Eduard Theodor Loesener. Maytenus tunarina ingår i släktet Maytenus och familjen Celastraceae. Inga underarter finns listade.